# Vrhovje
Vrhovje este o localitate din comuna Cerklje na Gorenjskem, Slovenia.